# Club River Plate
Pour les articles homonymes, voir River Plate.
Maillots
Actualités
Dernière mise à jour : 5 décembre 2010.
Le Club River Plate est un club de football paraguayen basé dans la ville d’Asuncion.
Il a été créé en 1911 dans le quartier de Mburicaó.

## Palmarès
- Championnat du Paraguay:
  - 2e en 1919, 1926 et 1930.

- Championnat du Paraguay D2
  - Champion en 1913 et 1957

- Championnat du Paraguay D3
  - Champion en 2010

## Anciens joueurs
- José Saturnino Cardozo (El Pepe)
- Roberto Fernández (El Gato)
- Líder Mármol
- Alicio Solalinde
- Arsenio Valdez (El Maestro)